# Cyanidiophytina
Sous-division
Classes de rang inférieur
- Cyanidiophyceae

Les Cyanidiophytina sont une sous-division d’algues rouges comprenant des algues rouges unicellulaires vivant dans des sources chaudes acides.

## Liste des classes
Selon AlgaeBase (3 août 2013) et ITIS (3 août 2013) :
- classe des Cyanidiophyceae Merola, Castaldo, De Luca, Gambarella, Musacchio & Taddei